# 北澤鞠佳
北澤 鞠佳（きたざわ まりか、1996年1月1日 - ）は、日本の女優で、アイドルユニット・赤マルダッシュ☆および桃色革命の元メンバー。神奈川県出身。オスカープロモーション所属。

## 人物
- 趣味:領収書集め。
- 特技:バレエ。
- 妹が1人いる[1]。
- セントラル子供劇団出身者。
- アイドリング!!! 4期生オーディション最終候補者。
- スマイル学園の元メンバー。
- 2011年6月15日付でスマイルプロモーションを退所[2]。
- 2013年9月、武田鉄矢プロデュースによるアイドルグループ「赤マルダッシュ☆」のメンバーに選ばれる[3]。
- 2017年、佐々木宏人プロデュースのバンド「fairly hairy situation」にボーカルとして参加[4]。
- 2018年2月、「桃色革命」に加入。赤マルダッシュ☆と兼任[5]。
- 2019年7月、赤丸ダッシュの解散により桃色革命一本の活動に入る。12月、桃色革命からも脱退。
- 2023年3月、歌舞伎町から世界を目指すアイドルグループ「かかかぶぶぶききき!!!」にMARIKOとして加入し活動中

## 出演

### 映画
- 「7月24日通りのクリスマス」（2006年11月3日、東宝）レイカ 役
- 女子高生ミステリーサークル 身代り人形アリア（2011年7月29日、MIZUNET）
- 「ブルックリン橋をわたって」監督:横山浩之（2011年12月17日公開、テンダープロ）クラスメイト 役

### ドラマ
- 「マイリトルシェフ」（2002年7月31日、TBS）幼少期の絵島亜紀 役
- 「クニミツの政」（2003年、関西テレビ）生徒 役
- 水曜プレミア 新春ドラマ特別企画 「夏目家の食卓」（2005年1月5日、TBS）トン子 役
- 「彼女との正しい遊び方」（2007年3月23日、テレビ朝日）幼少期の優奈 役
- 「7人の女弁護士」（2008年5月8日、テレビ朝日）少女時代の高杉あやめ 役
- ティーンコート第7話（2012年2月21日、日本テレビ）久保 役

### テレビ
- 「みんなのうた」横浜詩集（2001年、NHK）
- 「ららら日記」（2002年 - 2003年、日本テレビ）
- 「こたえてちょーだい!」（2004年、フジテレビ）娘 役他（再現ドラマ）
- 「SMAP×SMAP」粘土の王国 お姫様（2004年、フジテレビ）
- 「プレイハウスディズニー・アートパーティー」（2007年、ディズニー・チャンネル）
- 「たけしの万物創世紀結婚SP」（2007年、ABC）

### CM
- タカラ 「ハローキティ  ハッピークレーン」（1999年）
- パルボックス「ワンダーシャボン」（2004年）
- 大京グループ「家族日和篇」（2007年）
- 日産自動車 MOCO「モコを選ぶ人篇」（2007年）
- Fanta ふるふるシェイカー グレープ「振られてる篇」（2008年）
- Fanta ふるふるシェイカー オレンジ 「もやもや篇」（2008年）
- 東進ハイスクール （2010年8月）
- 東洋水産「マルちゃん赤いきつねと緑のたぬき」（2013年9月）※赤マルダッシュ☆名義として出演

### VP
- ベネッセコーポレーション 「すてっぷ」（2000年）

### 書籍等
- デジール（1996年、秋田書店）
- キッズサイエンス（2006年、学研）
- 東京ディズニーリゾートカレンダー2007年

### 舞台
- STRAYDOG Produce「問題のない私たち」（2012年4月6日 - 8日、座・高円寺）
- STRAYDOG Seedling「プール・サイド・ストーリー」（2012年7月12日 - 16日、明石スタジオ）
- "創造集団"生活向上委員会 第27回公演「MUSASHI」（2013年4月10日 - 14日、池袋シアターグリーンBOX in BOX THEATER）